# Dolina Gołębiewska

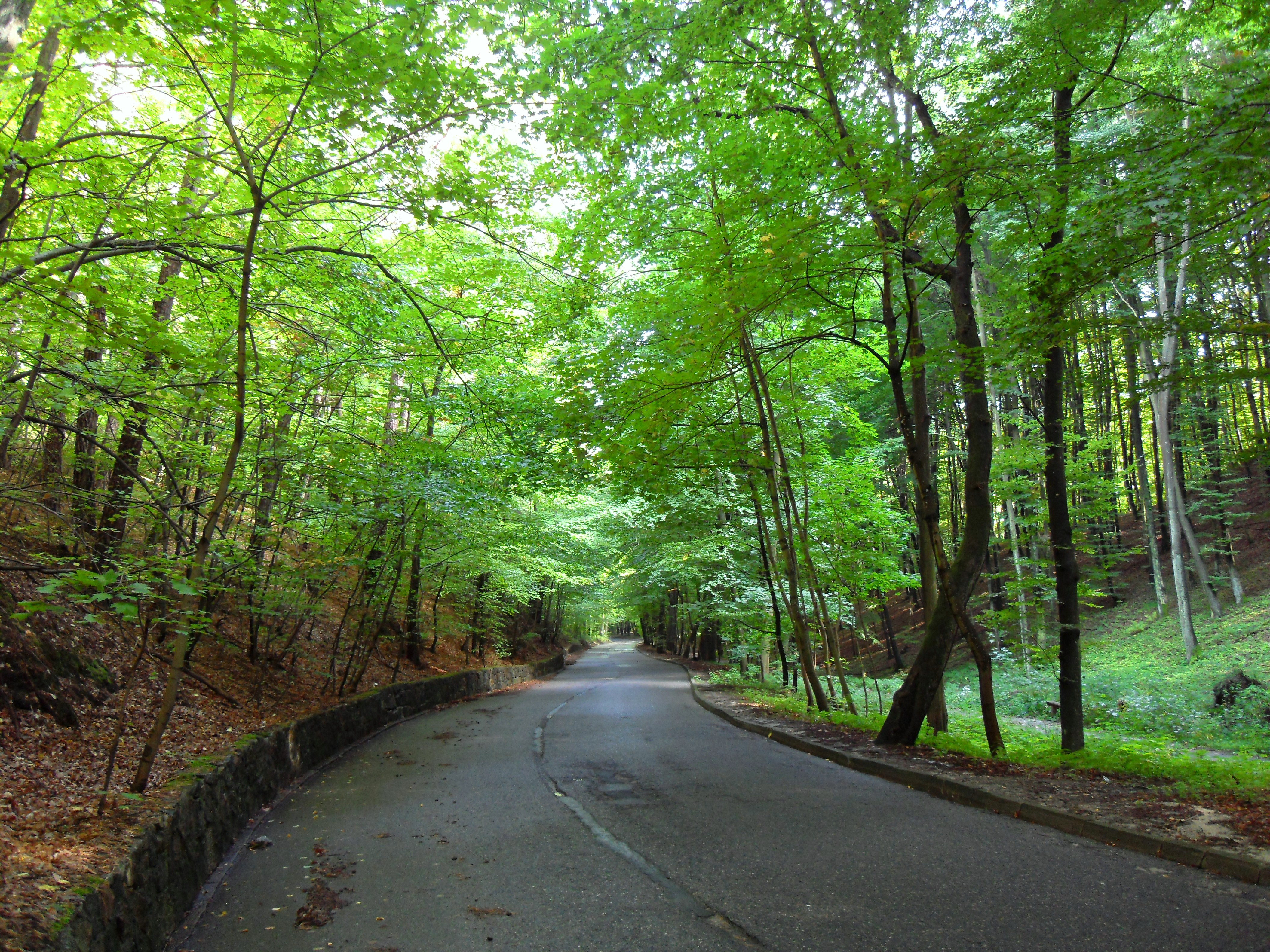
Dolina Gołębiewska

Dolina Gołębiewska – dolina otoczona wzgórzami Lisim, Rysim, Oślim, Orlim i Strzeleckim na obszarze Trójmiejskiego Parku Krajobrazowego w kompleksie leśnym Lasów Sopockich, stanowiąca naturalne przedłużenie ulicy 23 Marca na sopockim osiedlu Przylesie. Prowadzi tędy Szlak Skarszewski – zielony znakowany szlak turystyczny. Na zachodnim krańcu doliny znajduje się leśne Sanatorium „Leśnik”.
Do roku 1906 przez Dolinę Gołębiewską prowadziła trasa sezonowej linii tramwaju konnego do Wielkiej Gwiazdy (→ Tramwaje w Sopocie), zawieszonej ze względu na ciągły deficyt eksploatacyjny. Istniały również niezrealizowane przedwojenne plany rozwinięcia i rozbudowy linii do parametrów prawdziwego tramwaju elektrycznego (spod dzisiejszego Grand Hotelu do leśnej restauracji).